# Михайловская, Элеонора Владимировна
Михайловская Элеонора Владимировна (03 мая 1940 года — 19 июля 1997 года г. Киев) Советский и Украинский учёный-цитолог, доктор биологических наук.

## Биография
Михайловская Элеонора Владимировна родилась 3 мая 1940 года в городе Харьков.
Образование: Киевский медицинский институт им. Богомольца.
По распределению, как молодой специалист, была направлена в г. Чернигов, где с 1963 по 1964 год работала врачом-терапевтом в городской поликлинике № 6.
В 1964 году поступила в аспирантуру Института зоологии Академии наук УССР (очное отделение). В 1967 году Э. В. Михайловская зачислена на должность младшего научного сотрудника отдела цитологии Института зоологии Академии наук УССР. Её научная деятельность молодого учёного была посвящена прижизненному исследованию клеток крови. В частности, с помощью метода прижизненной микрокинорегистрации в фазовом контрасте, изучалось взаимоотношение клеток в культурах кроветворных органов экспериментальных животных, фиксировались на фотоплёнке митохондрии живых стромальных клеток.
Полученные результаты многолетних наблюдений легли в основу кандидатской диссертации, которую Э. В. Михайловская успешно защитила в 1969 г. (Учёный Совет Института общей генетики Академии наук СССР). Итоги научной работы были высоко оценены ведущим учёным страны в области генетики, основателем и разработчиком многих новых направлений биологии академиком Н. П. Дубининым, который отметил, что изучение живой клетки — качественно новый этап в цитологии. Учёный предложил создать учебные кинофильмы для профильных вузов. В результате 1974 г. был выпущен фильм «Жизнь клетки», а вскоре в Киеве вышла в прокат кинолента «Клетки крови».
С 1989 году Э. В. Михайловская возглавила лабораторию экспериментальной гематологии Института экспериментальной радиологии Всесоюзного научного центра радиационной медицины Академии медицинских наук СССР (сегодня ГУ «Национальный научный центр радиационной медицины Национальной академии медицинских наук Украины»). В течение года она активно работала над созданием лабораторной базы, освоением высокотехнологичного оборудования. В короткий срок были введены в эксплуатацию лазерный проточный цитофлуориметр (производитель фирма Бектон Дикинсон, микрокиносьемочный комплекс МВН-13).
Впервые на территории страны был использован фазовоконтрастный микроскоп в сочетании с цейтраферной фотокиносъемкой. В результате проведённых исследований впервые в эксперименте были получены количественные характеристики продолжительности митоза стромальных клеток кроветворных органов, в том числе в условиях воздействия различных доз радиации. Также были получены неизвестные ранее факты, расширяющие и углубляющие представление о характере взаимодействия стромальных клеток и лимфоцитов под влиянием радиационных факторов.
Успешно защищённая в 1994 году докторская диссертация «Клеточные реакции стромы кроветворных органов при действии на организм ионизующей и неионизующей радиации» (Учёный Совет НЦРМ АМН Украины) явилась весомым вкладом в изучение влияния радиации на взаимодействие кровеобразующих клеток и стромальных элементов в кроветворных тканях. Была определена дозовая зависимость реакции клеток микроокружения, что имеет принципиальное прогностическое значение. Тысячи ликвидаторов и пострадавших во время и после аварий на ЧАЭС прошли тщательные микроцейтрафферные обследования в лаборатории.
Последний период научной деятельности Э. В. Михайловской был связан с изучением процесса эмпериполезиса в условиях облучения ткани разными дозами радиации. Результаты и выводы содержатся в сборнике научных трудов «Эмпириполезис: гипотезы и факты».
В 1997 году, на 57-м году жизни, после продолжительной болезни Э. В. Михайловская скончалась.
Похоронена на Мемориальном военном кладбище в г. Киеве.

## Труды
Опубликовано свыше 100 работ, имеется 3 патента.
Сборник научных трудов «Эмпериполезис: гипотезы и факты»
- Докторская диссертация «Клеточные реакции стромы кроветворных органов при действии на организм ионизующей и неионизующей радиации»
- Фильм «Жизнь клетки»
- Фильм «Клетки крови»

## Память
16-17 декабря 1997 года в Киеве состоялся 3-й симпозиум «Диагностика и профилактика негативных последствий радиации, посвящённый памяти доктора биологических наук Э. В. Михайловской».

## Семья
- Супруг — Михайловский Виктор Иванович[укр.], политический и государственный деятель, дипломат.
- Дочь — Елена, кандидат медицинских наук, общественный деятель.
- Внучки Виктория и Елена.